# 張平 (後趙)
張 平（ちょう へい、? - 361年）は、五胡十六国時代の人物である。代郡の人。前秦・前燕に対抗する第3勢力として并州に割拠した。

## 生涯
後趙の石虎に仕えてその部将となり、後趙の末年に并州刺史に任じられた。
350年6月、前燕の趙榼が300家余りを率いて離反すると、張平がこれを迎え入れた。
351年1月、冉閔が後趙を乱すと、前秦に降伏の使者を送り、苻健より大将軍・冀州牧に任じられた。
352年10月、冉魏が滅ぶと前燕にも称藩して并州刺史に任じられた。
356年8月、姚襄が平陽へ到来すると前秦の将としてこれを撃破した。その後、姚襄と講和し、兄弟の契りを結んで兵を退いた。
357年7月、東晋に降伏の使者を派遣し、并州刺史に任じられた。
張平は新興・雁門・西河・太原・上党・上郡の地を支配下に入れ、領有する砦は300を超えた。さらに胡人・漢人問わず10万戸余りを従え、征鎮以下の官職を独断で任命した。遂には前燕・前秦に対抗しようと目論見、并州刺史 を号した。
357年10月、張平が秦との国境を荒らし回ると、苻堅は晋公苻柳を派遣して蒲坂の防衛を命じ、張平を防がせた。
358年1月、前燕の馮鴦が上党に拠って張平に帰順したが、すぐに離反した。
2月、苻堅が自ら兵を率いて討伐に乗り出すと、先鋒の鄧羌は騎兵5千を率いて汾水に進駐した。3月、苻堅が汾水近くの銅川に沿って築かれた銅壁まで軍を進めると、張平は全軍を挙げて迎撃に出て、養子の張蚝に鄧羌を防ぐよう命じた。張蚝は鄧羌と10日間にわたって攻防を繰り広げ、大いに奮戦したが、最終的に生け捕られて苻堅の下へと送られた。張平は恐れおののき、苻堅に降伏を願い出た。苻堅はこれを受け入れ、反乱を起こした罪を許した上に、右将軍に任じた。また、張平配下の3千戸余りを長安に移住させた。 
9月、前燕の司徒慕容評が并州に侵攻して張平を攻めた。并州の砦百余りが前燕に降伏すると、さらに張平配下の征西将軍諸葛驤・鎮北将軍蘇象・寧東将軍喬庶・鎮南将軍石賢らが138の砦をもって降伏した。張平は3千の兵を伴って平陽へ逃走し、前燕に降伏を請うた。
361年9月、前燕の平陽を攻撃し、将軍段剛・韓苞を討ち取った。さらに雁門を攻めて太守の単男を討伐した。だが、その後前秦から攻撃を受けたので、前燕に謝罪して救援を請うた。だが、前燕は張平が離反を繰り返していたので、救援を送らなかった。遂に、張平は敗れて殺された。

## 子
養子の張蚝は張平の死後も前秦に仕え、数多くの武功を挙げた。また、晩年には朝廷の重職を歴任した。

## 逸話
張平は小さなロバのような1頭の犬を飼っており、飛燕と名付けていた。ある夜、飛燕は突然役所の屋根の上に昇ると、まるで張平のような声をあげたので、張平はこれを大変不快に思った。この事件の後、張平は前燕や前秦に敗れ、勢力が衰退していったという。